# Mladost Lučani
O Fudbalski Klub Mladost Lučani (sérvio:Фудбалски клуб Mладост Лучани) é uma equipe de futebol da cidade de Lučani, na Sérvia. Foi fundado em 1952 e suas cores de uniforme são azul e branco. No seu escudo ainda contém listras vermelhas e brancas.
Disputa suas partidas no Stadion Mladost, em Lučani, que tem capacidade para 8.000 espectadores. O nome do clube, Mladost, em sérvio significa Juventude.
A equipe compete na primeira divisão do Campeonato Sérvio de Futebol. Sua melhor colocação no campeonato nacional foi a quarta colocação na temporada 2016/17. Participou da 1ª fase de classificação para a Liga Europa de 2017/18. Nessa mesma temporada, foi vice-campeão da Copa da Sérvia.
É conhecido por sua grande rivalidade com o Borac Čačak.

## Títulos
O clube não possui nenhum título de relevância